# Chiesa dell'Immacolata Concezione (Fiumalbo)
La chiesa dell'Immacolata Concezione è un edificio religioso situato a Fiumalbo, in provincia di Modena e arcidiocesi di Modena-Nonantola; fa parte del vicariato del Cimone.

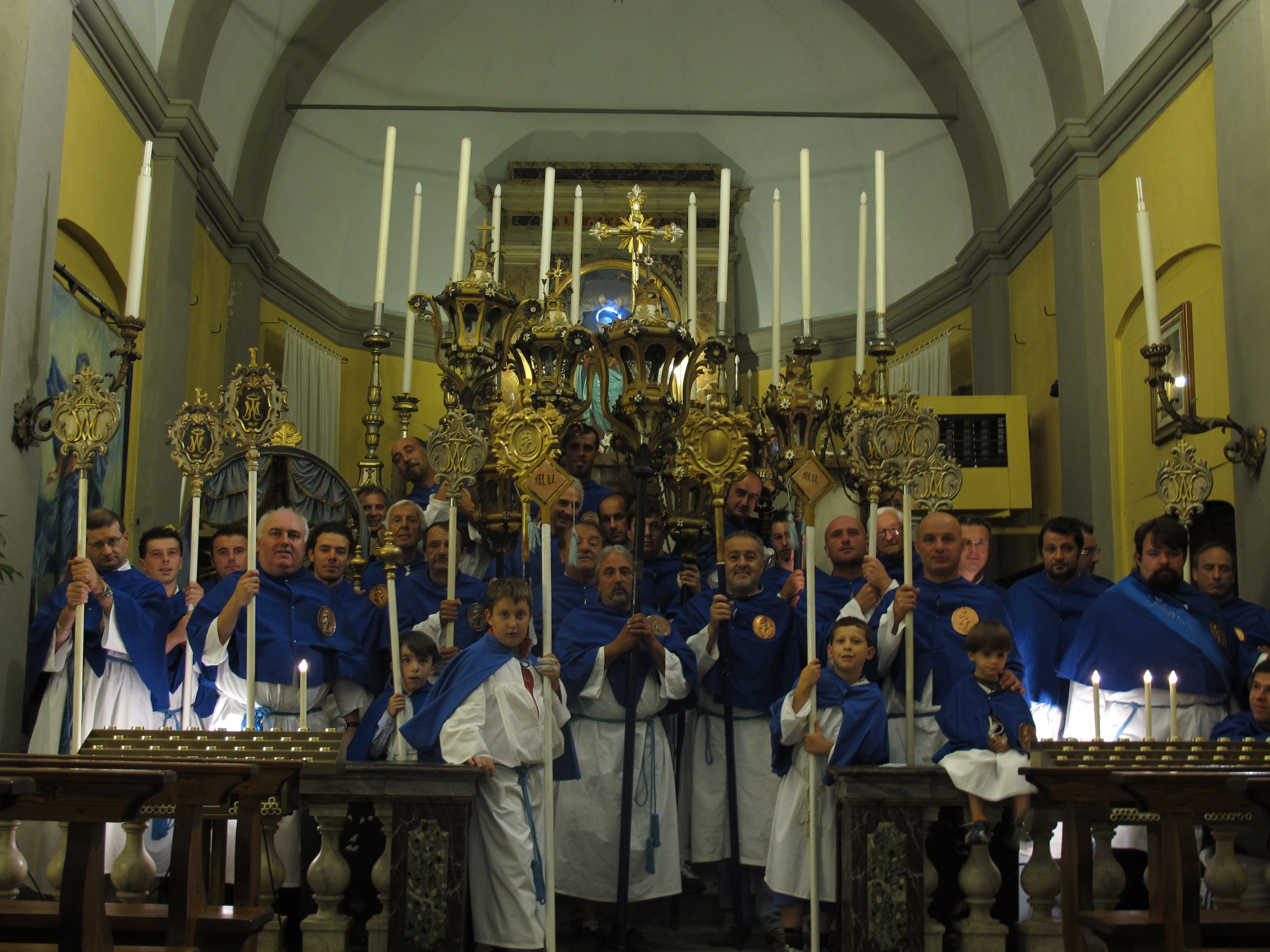
Confratelli bianchi

Nella chiesa ha sede la Confraternita dell'Immacolata Concezione, detta "dei bianchi", fondata nel 1516; per questo motivo il luogo di culto è noto anche come "chiesa dei bianchi".

## Storia

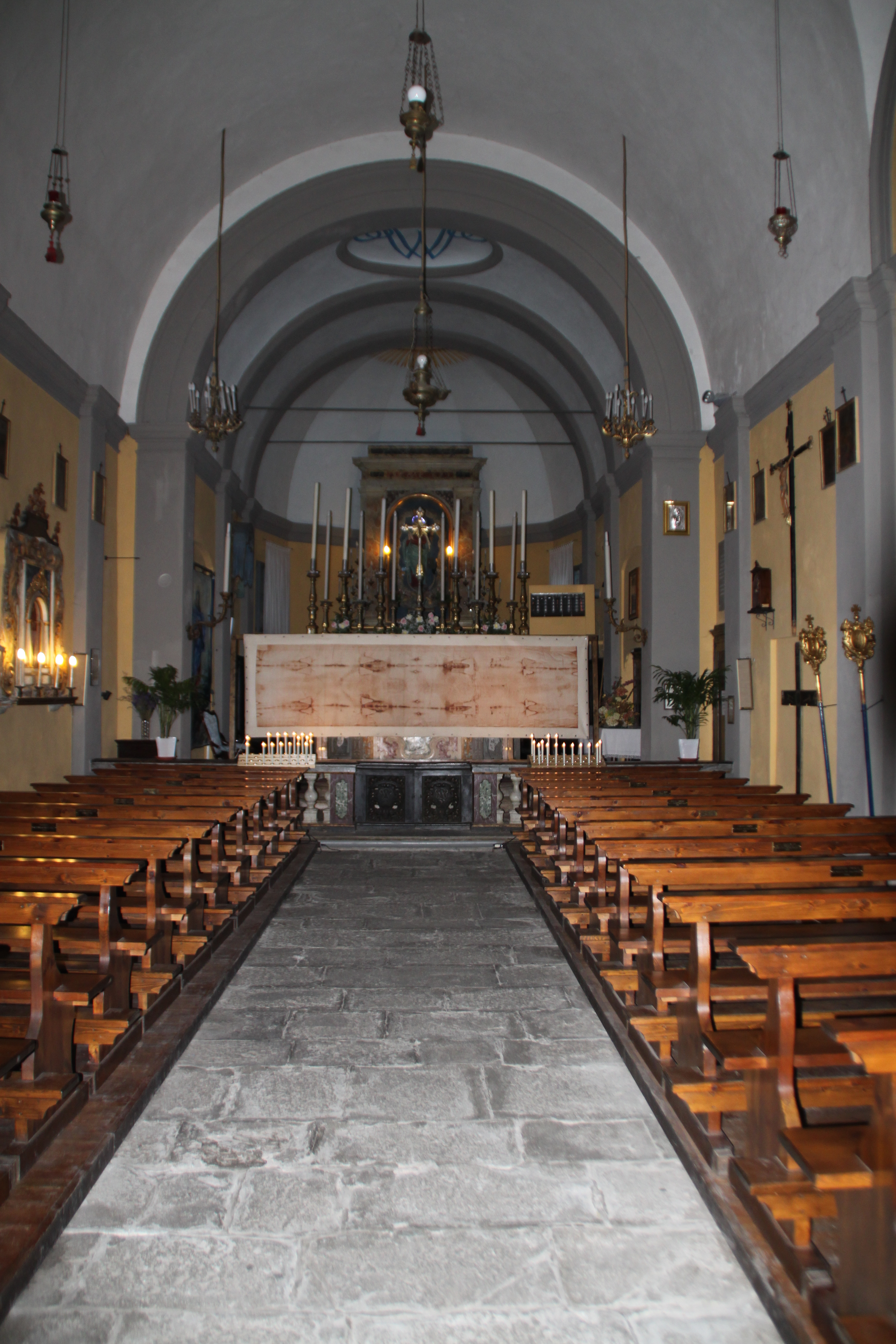
Interno della chiesa

La prima chiesa venne eretta nel 1516 come oratorio, e nel XIX secolo fu oggetto di un'opera di ristrutturazione complessiva che ne alterò l'aspetto originario. Il campanile risale al 1854. La facciata è stata oggetto di un restauro conservativo tra il 2016 e il 2017.